# Неженцев, Митрофан Осипович
Митрофа́н О́сипович Не́женцев (1886 — 12 апреля 1918, под Екатеринодаром) — русский офицер, полковник Генерального штаба. Участник Первой мировой и гражданской войн. Командир Корниловского ударного полка. Кавалер ордена Святого Георгия 4-й степени и Георгиевского оружия. Активный участник Белого движения на Юге России. Первопоходник. 

## Образование

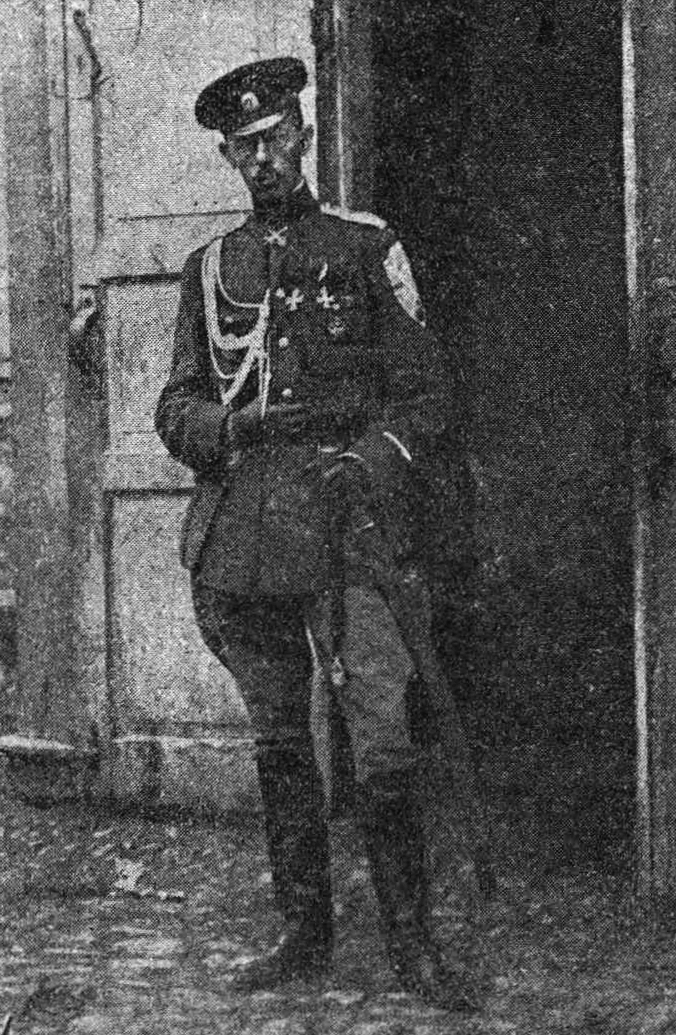
Капитан Неженцев в 1917 году

Сын коллежского асессора. Детство провел в городе Николаев. Образование получил в Николаевской Александровской гимназии, где окончил полный курс.
В 1908 году окончил Алексеевское военное училище, откуда выпущен был подпоручиком в 10-й гренадерский Малороссийский полк. 29 октября 1908 года переведен в 58-й пехотный Прагский полк. Произведен в поручики 25 ноября 1911 года.
В 1914 году окончил два класса Николаевской военной академии, с началом Первой мировой войны был откомандирован в свою часть. Пожалован Георгиевским оружием
За то, что в бою 11 ноября 1914 года у гор. Мезо-Лаборч, под убийственным ружейным и пулеметным огнем противника, произвел разведку позиции противника и верной оценкой обстановки содействовал овладению ею, причем было взято 3 пулемета и около 200 пленных. В бою 2 декабря у с. Ценжковице, при исключительно трудных условиях, произвел разведку сил и направления движения противника, обходившего наш фланг. Правильным направлением высланных для противодействия этому обходу частей существенно повлиял на удачный исход боя.
Произведён в штабс-капитаны 31 июля 1915 года «за отличия в делах против неприятеля». 14 июля 1916 года переведен в Генеральный штаб с назначением помощником старшего адъютанта разведывательного отделения генерал-квартирмейстера штаба 8-й армии. Произведен в капитаны 15 августа 1916 года. Должность "помощник старшего адъютанта" современным языком - заместитель начальника разведывательного отделения 8-й армии, в том числе в бытность командующим ею генерала Л. Г. Корнилова.
В начале мая 1917 года предоставил командующему 8-й армией Юго-Западного фронта генералу Л. Г. Корнилову доклад "Главнейшая причина пассивности нашей армии и меры противодействия ей" и предложил для противодействия развалу фронта, разложению армии, братанию и т. п. сформировать «ударный» отряд из добровольцев. Получив 19 мая от Корнилова соответствующий приказ, приступил к формированию 1-го ударного отряда 8-й армии — первой добровольческой части в Русской армии — получившего 10 июня 1917 года шефство генерала Корнилова и знамя. 
Капитан Неженцев блестяще провёл боевое крещение своего отряда 26 июня 1917 г., прорвав австрийские позиции под деревней Ямница, благодаря чему был взят Калуш. 11 августа отряд (насчитывающий в своём составе к этому времени около 3 тыс. бойцов) был преобразован в четырёх-батальонный Корниловский ударный полк, командиром которого стал Митрофан Осипович.
За бой 26 июня и за отличное выполнение приказов командования подполковник Неженцев был представлен к ордену св. Георгия 4-й степени.
Полк успешно участвовал в боевых действиях на Юго-Западном фронте, а в августе 1917 находился в Ставке Верховного главнокомандующего Корнилова. Однако сам Корнилов во время своего выступления в конце августа 1917 отказался от втягивания этого полка во внутрироссийский конфликт. Неженцев вместе с вверенным ему полком находился в ставке до октября 1917 года.

## Гражданская война

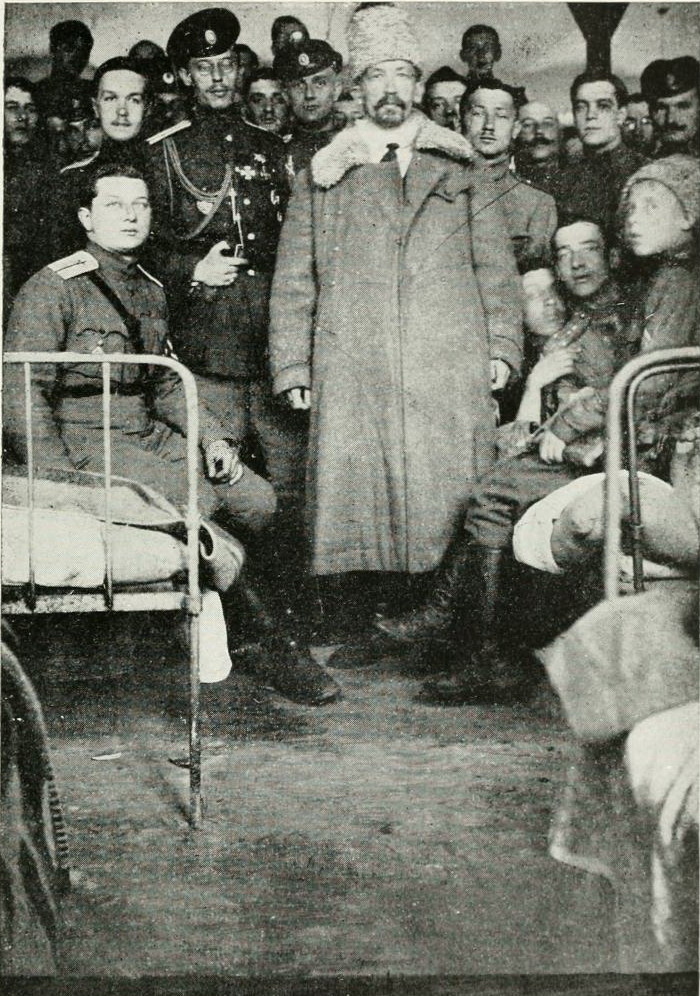
Генерал Корнилов с офицерами Корниловского полка. Слева от Корнилова — М. О. Неженцев. Новочеркасск. 1918 г.

После захвата власти большевиками в октябре 1917 г. Неженцев стал активным сторонником вооружённого сопротивления. В октябре 1917 он участвовал в боях против большевиков в Киеве, в конце 1917 со знаменем полка, обмотанным вокруг тела под мундиром, во главе эшелона с частью своего полка (50 офицеров и солдат, 30 пулеметов) прибыл в Новочеркасск. Воссоздал Корниловский ударный полк, был произведён в полковники. Генерал А. И. Деникин дал такую характеристику Неженцева: 

влюблённый в Корнилова и в его идею до самопожертвования, пронесший её нерушимо сквозь тысячи преград, бесстрашный, живший полком и для полка и сражённый пулей в минуту вдохновенного порыва, увлекая поколебавшиеся ряды Корниловцев в атаку.

Участвовал в 1-м Кубанском «Ледяном» походе, во время которого был убит при штурме Екатеринодара (за день до гибели Корнилова). Генерал А. И. Деникин так описывал гибель Неженцева: 

…Неженцев отдал приказ атаковать. Со своего кургана, на котором Бог хранил его целые сутки, он видел, как цепь поднималась и опять залегала; связанный незримыми нитями с теми, что лежали внизу, он чувствовал, что наступил предел человеческому дерзанию, и что пришла пора пустить в дело «последний резерв». Сошёл с холма, перебежал в овраг и поднял цепи. — Корниловцы, вперёд! Голос застрял в горле. Ударила в голову пуля. Он упал. Потом поднялся, сделал несколько шагов и повалился опять, убитый наповал второй пулей.
Деникин не присутствовал при гибели полковника, и, скорее всего, его смерть не была такой патетичной. Как вспоминал генерал Казанович, первый увидевший тело Неженцева во время атаки, полковник погиб, поднимая в атаку казаков, мобилизованных и влитых в Корниловский ударный полк, понесший большие потери. И чья пуля его настигла — так и осталось не выясненным.
Согласно труду А. П. Богаевского любимец Корнилова, М. О. Неженцев, погиб 29 марта (ст. ст.). Это и соответствует 12 апреля нового стиля.
При отступлении добровольцев от невзятого Екатеринодара похоронен в колонии Гнадау вместе с генералом Корниловым. Большевики выкопали его тело в надежде найти якобы зарытые «кадетами» драгоценности, но закопали тело обратно, в отличие от тела генерала Корнилова. Перезахоронен с воинскими почестями после взятия Екатеринодара во 2-м Кубанском походе.

## Награды
- Орден Святой Анны 4-й ст. с надписью «за храбрость» (ВП 13.02.1915)
- Орден Святого Станислава 3-й ст. с мечами и бантом (ВП 13.02.1915)
- Орден Святой Анны 3-й ст. с мечам и бантом (ВП 25.06.1915)
- Орден Святого Владимира 4-й ст. с мечами и бантом (ВП 30.07.1915)
- Орден Святой Анны 2-й ст. с мечами (ВП 20.08.1915)
- Георгиевское оружие (ВП 10.11.1915)
- Орден Святого Станислава 2-й ст. с мечами (ВП 8.05.1916)
- Орден Святого Георгия 4-й ст. (Приказ по 8-й армии № 2859, 6.09.1917)